# Murray Chandler
Murray Graham Chandler foi um jogador de xadrez da Nova Zelândia, com diversas participações nas Olimpíadas de xadrez tanto pelo seu país natal quanto pela Inglaterra. Chandler participou das edições de 1976, 1978 e 1980 pela Nova Zelândia sendo o melhor resultado um quinto lugar no segundo tabuleiro. A partir de 1982 até 1992 participou pela equipe da Inglaterra, tendo conquistado a medalha de bronze em 1986 no quarto tabuleiro e prata em 1990 no tabuleiro reserva. Na edição de 1984, 1986 e 1988 conquistou a prata por equipes no quarto tabuleiro e bronze nas edição de 1990 no tabuleiro reserva.